# لوحة غالتون

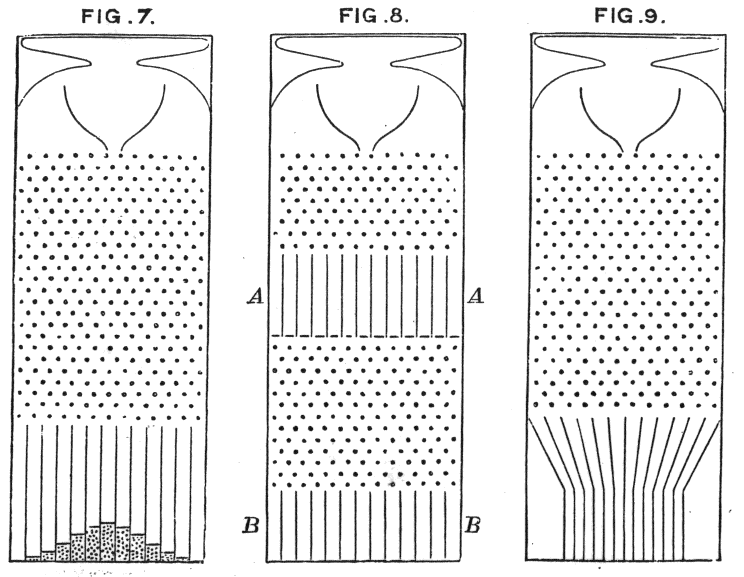
لوحة غالتون كما رسمها فرانسيس غالتون

لوحة غالتون هي آلة اخترعها فرانسيس غالتون من أجل بيان مبرهنة النهاية المركزية, وخصوصا من أجل إظهار تقارب التوزيع الطبيعي من التوزيع الثنائي
تتمثل هاته الآلة في لوحة أفقية، ضُربت عليها صفوف من المسامير، متساوية التباعد عن بعضها البعض وحيث لا يأتي مسمار ما تحت مسمار آخر. تُرمى الكرات من الفوق فتذهب يمينا أو يسارا حين تصطدم بالمسامير المضروبة على اللوح. انظر إلى توزيع احتمالي طبيعي.

## توزيع الكرات

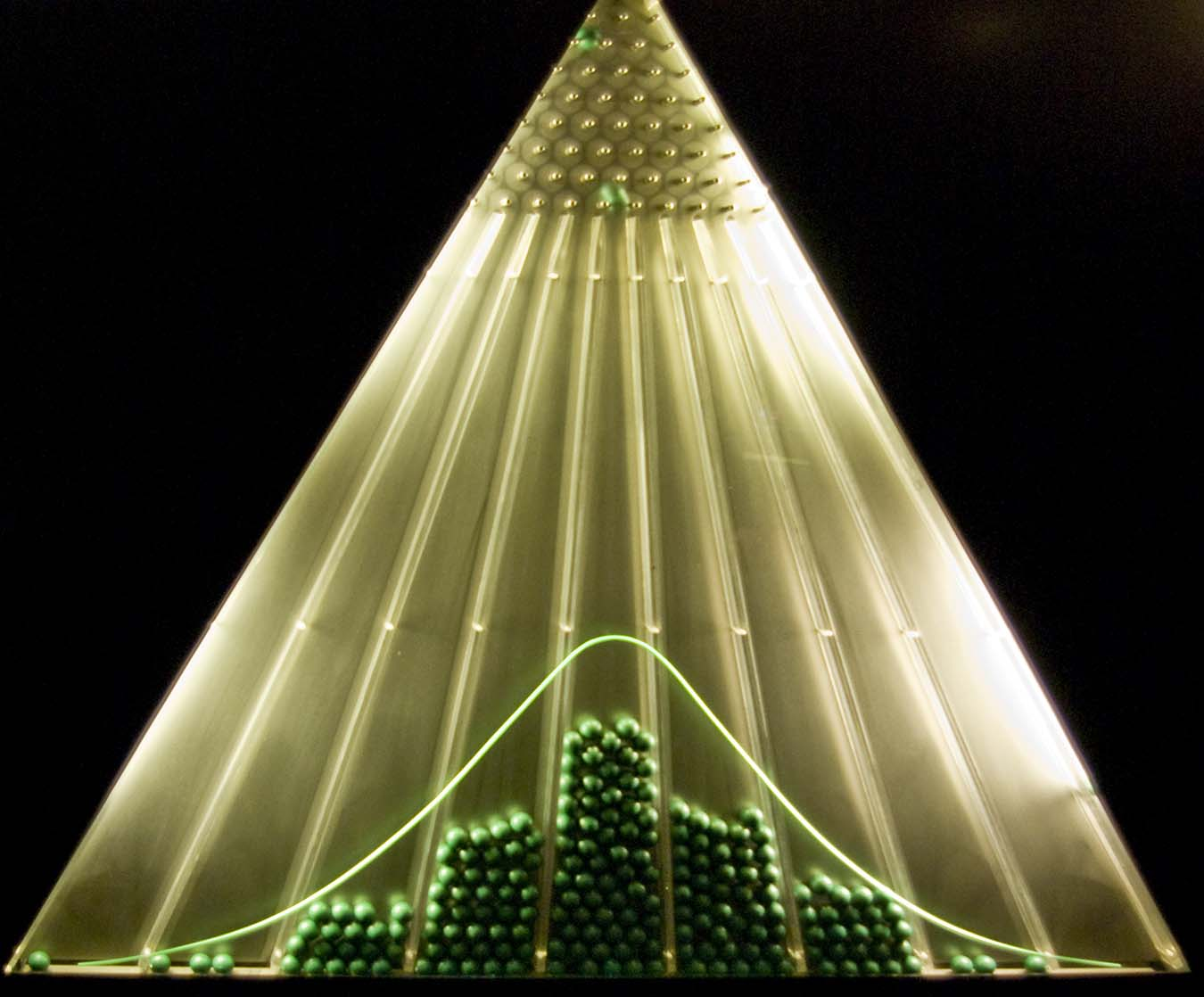
A working replica of the machine (following a slightly modified design.)